# Districte de Sennan
El Districte de Sennan (泉南郡, Sennan-gun) és un districte de la prefectura d'Osaka, al Japó.

## Geografia
El districte es troba al punt més meridional de la prefectura d'Osaka, al sud-oest i limitant al nord amb la mar i al sud amb la prefectura de Wakayama. En aquest districte es troba l'Aeroport Internacional de Kansai, en concret, a una illa artificial situada a la badia d'Osaka i que forma part del terme municipal de Tajiri. Com a dada curiosa cal dir que aquest districte és l'únic de la prefectura en tindre els seus territoris separats, és a dir, existeixen zones d'el mateix districte incomunicades entre si.

### Municipis
| |          |          |          |
| \| Municipi \| Població \| Extensió \| Densitat \| \| -------- \| -------- \| -------- \| -------- \| \| Kumatori \| 43.913 \| 17,24 \| 2.547 \| \| Misaki \| 15.199 \| 49,18 \| 309 \| \| Tajiri \| 8.590 \| 5,62 \| 1.528 \| \| Total \| 67.702 \| 72,04 \| 940 \| |          |          |          |
| Municipi | Població | Extensió | Densitat |
| Kumatori | 43.913   | 17,24    | 2.547    |
| Misaki | 15.199   | 49,18    | 309      |
| Tajiri | 8.590    | 5,62     | 1.528    |
| Total | 67.702   | 72,04    | 940      |

## Història
Tot i que aquest districte fou fundat l'any 1896 com tots els altres d'Osaka, des del 1880 i fins a la creació del districte de Sennan van existir al mateix territori dos districtes, el districte de Minami i el districte de Hine. El districte de Sennan va arribar a comprendre fins a 46 termes municipals dins dels seus límits, tot i que progressivament aquests municipis es fusionaven i/o assolien l'estatus de ciutat, abandonant així el districte. El darrer municipi en abandonar el districte va ser Hannan en assolir el grau de ciutat l'any 1991.

## Regió de Sennan

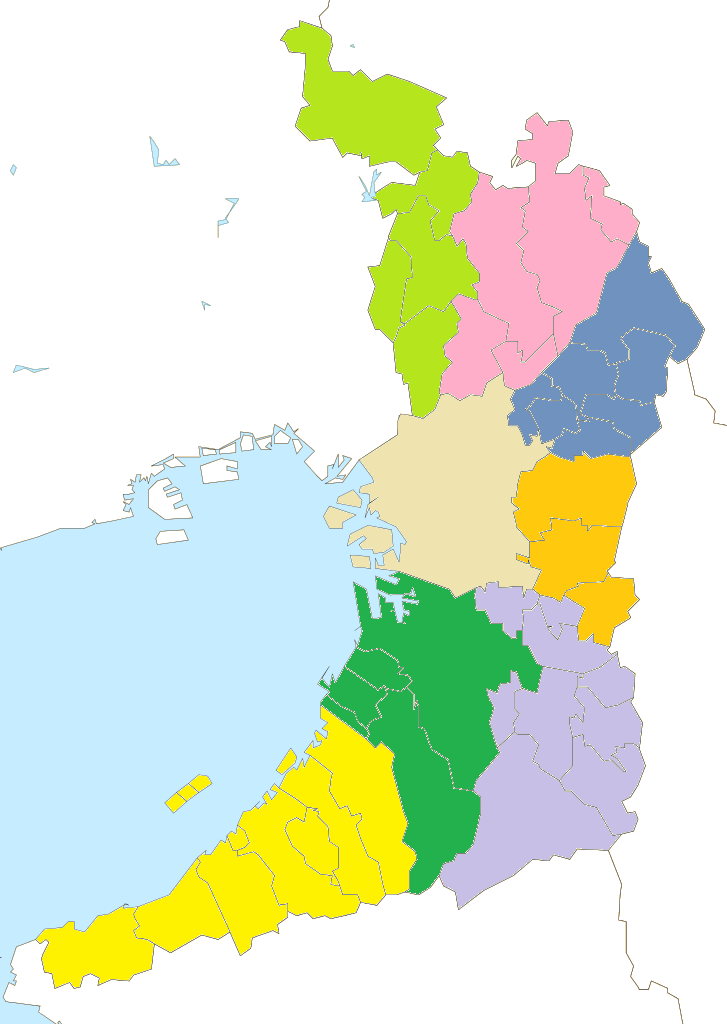
Mapa regional de la prefectura d'Osaka. Al sud-oest, Sennan.

Existeix, de manera no oficial, una divisió regional o administrativa de la prefectura d'Osaka. Una de les divisions d'aquest sistema és la regió de Sennan (泉南地域) inspirada en el districte i la qual inclou antics municipis que ara no es troben al districte. Aquesta divisió es troba reconeguda (tot i que de manera no oficial) al web del govern prefectural i és utilitzada tant per aquest com per institucions i empreses privades com a àrea de gestió, administració i descentralització del territori.
| |          |          |          |
| \| Municipi \| Població \| Extensió \| Densitat \| \| --------- \| ---------- \| -------- \| -------- \| \| Hannan \| 51.652 \| 36,17 \| 1.428 \| \| Izumisano \| 100.204 \| 56,51 \| 1.773 \| \| Kaizuka \| 85.710 \| 43,93 \| 1.951 \| \| Kishiwada \| 189.657 \| 72,68 \| 2.609 \| \| Kumatori \| 43.913 \| 17,24 \| 2.547 \| \| Misaki \| 15.039 \| 49,18 \| 306 \| \| Sennan \| 60.294 \| 48,98 \| 1.231 \| \| Tajiri \| 8.588 \| 5,62 \| 1.528 \| \| Total \| 570.059[3] \| 327,49 \| 1.741 \| |          |          |          |
| Municipi | Població | Extensió | Densitat |
| Hannan | 51.652   | 36,17    | 1.428    |
| Izumisano | 100.204  | 56,51    | 1.773    |
| Kaizuka | 85.710   | 43,93    | 1.951    |
| Kishiwada | 189.657  | 72,68    | 2.609    |
| Kumatori | 43.913   | 17,24    | 2.547    |
| Misaki | 15.039   | 49,18    | 306      |
| Sennan | 60.294   | 48,98    | 1.231    |
| Tajiri | 8.588    | 5,62     | 1.528    |
| Total | 570.059  | 327,49   | 1.741    |

El municipi més poblat d'aquesta regió i, per tant, "capital de facto" és Kishiwada, on es troba la seu del govern prefectural per a aquesta zona.